# Casa Montoliu (Tarragona)
La Casa Montoliu és una obra amb elements gòtics i neoclàssics de Tarragona protegida com a Bé Cultural d'Interès Local.

## Descripció
Casa senyorívola amb planta baixa i dues més d'alçada. Façana posterior al carrer dels Ferrers. Té un pati interior d'estil toscà. Els finestrals medievals estan tapats. Al primer pis hi ha cinc balcons amb reixes simples. És una suma d'estils, del gòtic tardà al neoclàssic.

## Història
El Conservatori de Música que es va traslladar provisionalment a l'antiga Audiència de la Plaça Pallol abans de traslladar's-hi.